# オオバアカテツ

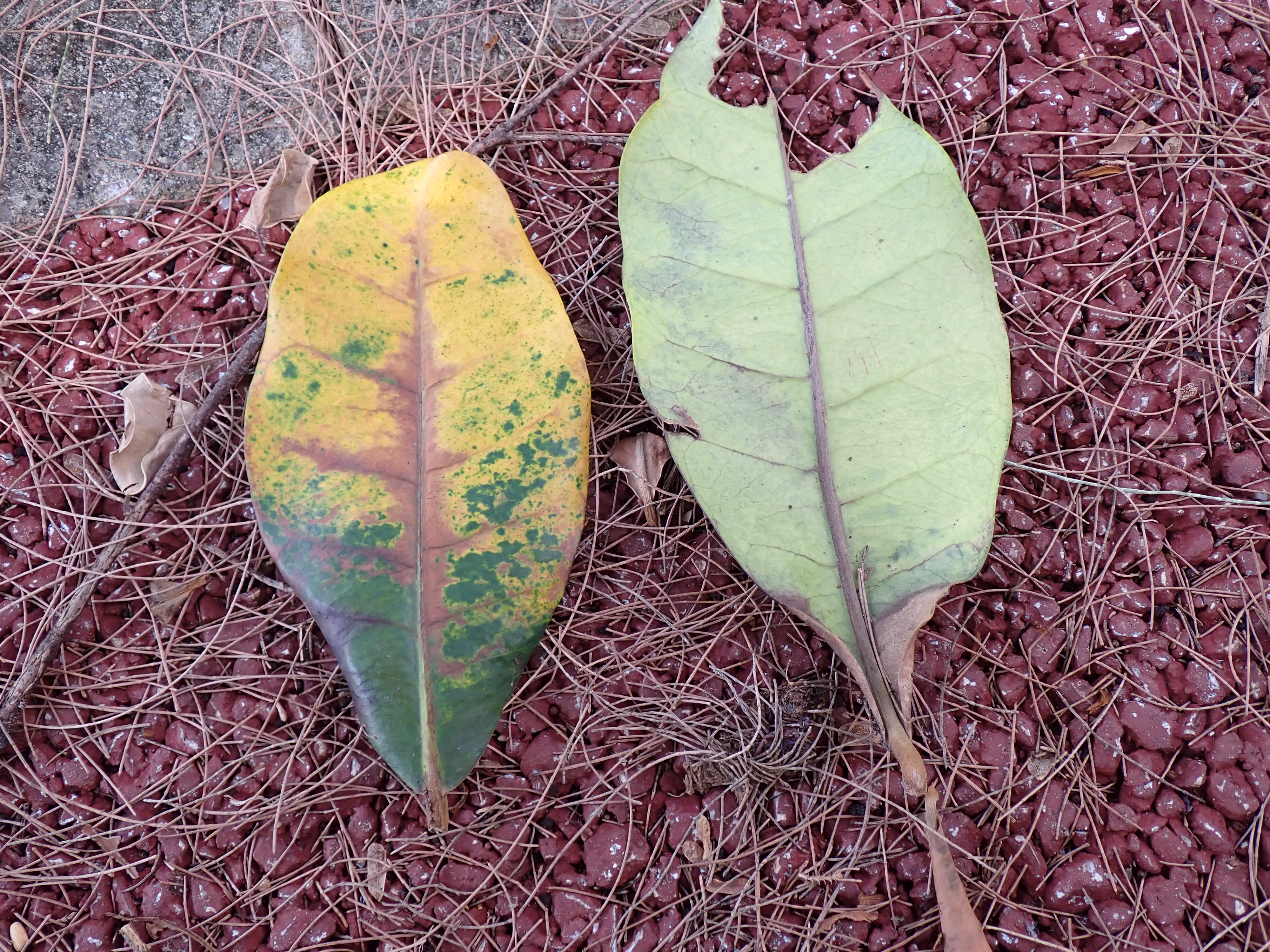
オオバアカテツの落ち葉（2024年8月 沖縄県本部町 熱帯・亜熱帯都市緑化植物園）

オオバアカテツ（大葉赤鉄、学名：Palaquium formosanum）はアカテツ科オオバアカテツ属の常緑高木。

## 特徴
高さ5–12m。葉は長さ10–17cmでアカテツと同じあるいはやや大きく、厚く全縁で互生する。葉は枝先に集まる。葉縁はやや裏側に反る。葉の基部は丸い点でもアカテツと異なる。花は淡黄色で径2.5cmほど、秋〜冬に咲き、独特の匂いを有する（やや臭いとする文献もある）。花冠は6個に裂ける。雄しべは12–15本。果実は長さ5cmほど、緑〜茶色の卵形で、昆虫やオオコウモリの餌となっている。

## 分布、利用
台湾・フィリピン原産。IUCNレッドリストVU。種小名formosanumは台湾に因む。沖縄では街路樹、公園樹、防風林に利用される。

## 近縁種
同属のガタパーチャ（和名グッタペルカノキ、学名：Palaquium gutta）はより熱帯側、マレー半島からソロモン諸島に分布し、天然ゴム状の樹脂ガタパーチャ（グッタペルカ）の原料とされる。